# Денвър Бронкос
„Денвър Бронкос“ (на английски: Denver Broncos) е отбор по американски футбол, базиран в Денвър, Колорадо. Състезава се в Западната дивизия на Американската футболна конференция на Националната футболна лига. Създаден е през 1960-те и до 1970-те участва в Американската футболна лига (АФЛ).
„Бронкос“ постига най-големите си успехи между 1983 и 1998 г., когато куотърбек е настоящият генерален мениджър Джон Елуей. Денвър участва 6 пъти в Супербоул – през 1986, 1987, 1989, 1997, 1998 и 2013 г., като печели през 1997, 1998 и 2015.
„Денвър Бронкос“ домакинства срещите си на „Спортс Ауторити Фийлд ет Майл Хай“. Странното име се дължи на факта, че Денвър се намира на точно 1 миля надморска височина. Капацитетът на стадиона е 76 125 души и от построяването му през 2001 г., билетите за всяка една среща на „Бронкос“ се разпродават.

## Факти
Основан: през 1960 г.; присъединява се към Националната футболна лига през 1970 година при сливането на двете главни професионални футболни лиги по това време – Националната футболна лига (НФЛ) и Американската футболна лига (АФЛ).
Основни „врагове“: „Канзас сити Чийфс“, „Оуклънд Рейдърс“, „Сан Диего Чарджърс“, „Кливлънд Браунс“, „Ню Инглънд Пейтриътс“
Носители на Супербоул: (2)
- 1997, 1998

Шампиони на конференцията: (7)
- AФK:  1977, 1986, 1987, 1989, 1997, 1998, 2013

Шампиони на дивизията: (13)
- АФК Запад: 1977, 1978, 1984, 1986, 1987, 1989, 1991, 1996, 1998, 2005, 2011, 2012, 2013

Участия в плейофи: (20)
- НФЛ: 1977, 1978, 1979, 1983, 1984, 1986, 1987, 1989, 1991, 1993, 1996, 1997, 1998, 2000, 2003, 2004, 2005, 2011, 2012, 2013